# Dalbergia tonkinensis
Dalbergia tonkinensis är en ärtväxtart som beskrevs av David Prain. Dalbergia tonkinensis ingår i släktet Dalbergia, och familjen ärtväxter. IUCN kategoriserar arten globalt som sårbar. Inga underarter finns listade i Catalogue of Life.